# Kivándorlás (album)
A Kivándorlás Földes László bluesénekes harmadik nagylemeze, amely 1989-ben jelent meg LP-n, majd később 1996-ban CD-n. A lemezen Sebestyén Márta és Cserepes Károly működött közre Hobóval.

## Számlista
Az összes szám szerzője Földes László, Sebestyén Márta és Cserepes János. 
| 1.    | Istvándiban          | 1:52 |
| 2.    | Olcsó már a pásztor  | 4:00 |
| 3.    | Ne menj, szívem      | 3:58 |
| 4.    | Fiuméban             | 6:03 |
| 5.    | Duda-blues           | 4:37 |
| 6.    | Harminchárom kazán   | 4:41 |
| 7.    | Elment az én rózsám  | 3:32 |
| 8.    | A trentoni kislányok | 3:35 |
| 9.    | Idegen földön        | 4:28 |
| 10.   | Nógrádban            | 3:37 |
| 40:32 |                      |      |

## Közreműködők
- Földes László, Cserepes Anna, Sebestyén Márta, Dobszay Márton, Fodor Krisztián, Hules Tamás, Kürtös Rita, Szalay Éva – ének
- Cserepes Károly – számítógép, zongora, duda
- Kölcsényi Attila – elektromos gitár
- Lugosi-Lugó László – másodkazánfűtő
- Budapest Ragtime Band
- Dés László  – szaxofon
- Dobay András – gitár, szájharmonika
- Balázs Péter – basszusgitár
- Eredics Gábor – harmonika
- Ökrös Csaba – hegedű
- Balogh Kálmán – cimbalom
- Győri Károly – tamburica
- Tóth Ibolya, Cserepes Károly – zenei rendező
- Kölcsényi Attila – hangmérnök
- Lugosi László – fotó
- Orosz István – grafika

## Külső hivatkozások
- Hivatalos oldal